# Antepipona tricolor
Antepipona tricolor är en stekelart som beskrevs av Gusenleitner 2005. Antepipona tricolor ingår i släktet Antepipona och familjen Eumenidae. Inga underarter finns listade i Catalogue of Life.